# Знаряддя праці
Знаря́ддя пра́ці — поняття марксистської політекономії, яке означає «усі речі, за допомогою яких людина діє на предмет своєї праці й перетворює його».
Знаряддя праці включають в себе інструменти й машини (знаряддя виробництва), а також будівлі й землю, яка використовуються для виробничих цілей та для інфраструктури на зразок доріг, комунікаційних мереж тощо.
Знаряддя праці один з трьох основних факторів виробничого процесу. Інші два фактори — людська праця й предмет праці (сировина).
В деяких формулюваннях знаряддя праці й людська праця (сюди входить як процес праці, так і вміння та знання) утворюють продуктивні сили суспільства, інші формулювання визначають продуктивні сили вужче — як поєднання знарядь виробництва й робітників, що з ними працюють.